# Muzeum Pałacowe
Muzeum Pałacowe (chiń. upr. 故宫博物院; pinyin Gùgōng Bówùyùan; dosł. „Muzeum Dawnego Pałacu”) – pekińskie muzeum obejmujące teren dawnego Zakazanego Miasta, posiadające największą na świecie kolekcję sztuki chińskiej, będącą kontynuacją zbiorów cesarskich.

## Historia
Po upadku cesarstwa w 1911 nowy republikański rząd Chin początkowo zezwolił rodzinie cesarskiej na dalsze zamieszkiwanie w prywatnej części Zakazanego Miasta. Już w roku 1914 jego pozostała część stała się muzeum, gdzie wystawiono na widok publiczny cesarskie artefakty z pałaców w Dżehol (dzis. Chengde) i Mukdenie (dzis. Shenyang). W 1924 ostatni cesarz Puyi opuścił Zakazane Miasto i 10 października następnego roku oficjalnie ogłoszono utworzenie na jego terenie Muzeum Pałacowego. Zgodnie z opublikowanym w 1925 roku inwentarzem muzeum dynastia Qing pozostawiła po sobie 1 860 000 przedmiotów różnej wartości.

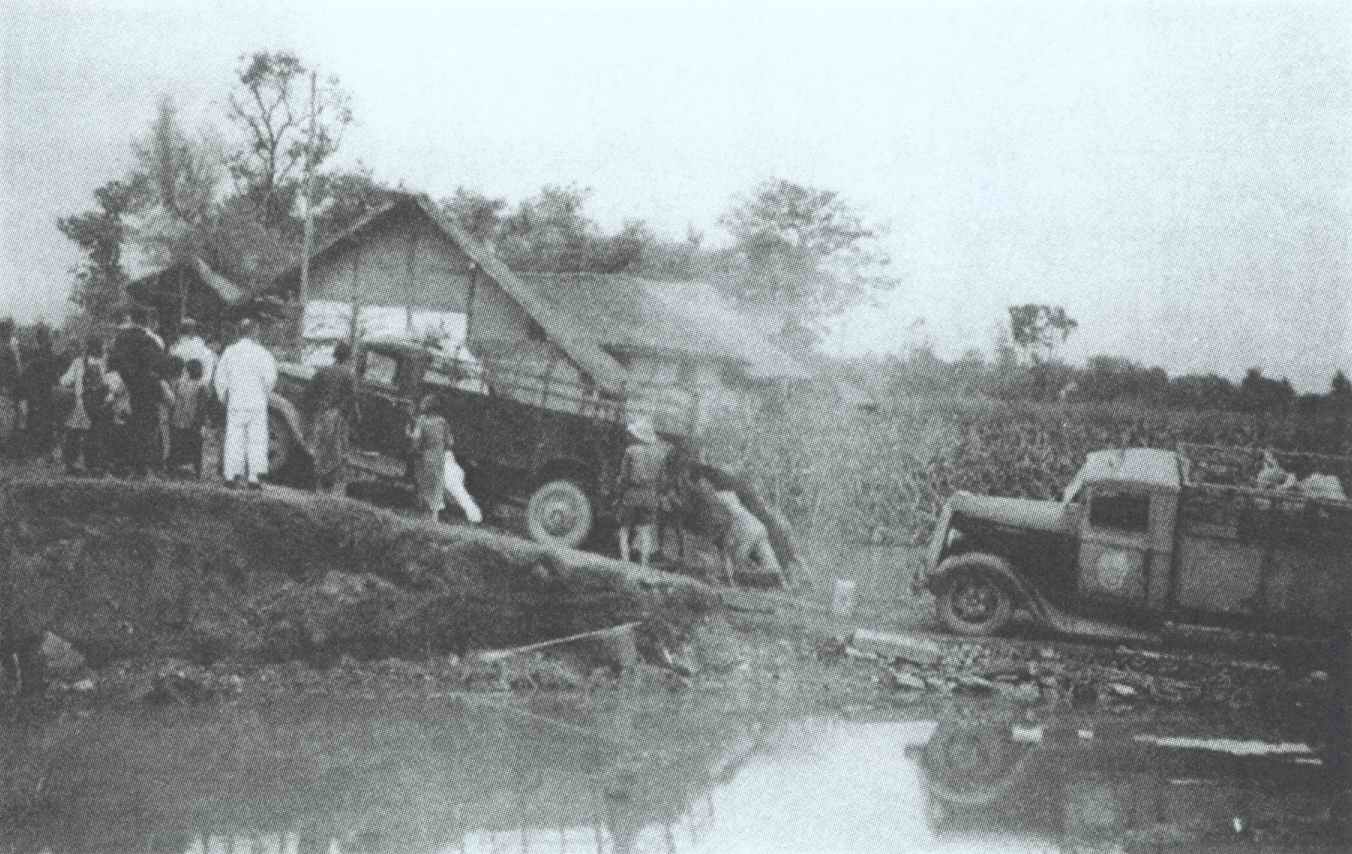
Samochody ze skrzyniami ze zbiorami Muzeum Pałacowego ewakuowanymi na zachód. Chiny, lata 30. XX w.

W związku z zagrożeniem Pekinu przez armię japońską pomiędzy lutym a majem 1933 najcenniejsze obiekty z kolekcji spakowano w 13 427 skrzyń, które wysłano do Szanghaju. Kolejne 6 tys. skrzyń zostało zebranych z Instytutu Wystaw Starożytności, Pałacu Letniego i Akademii Cesarskiej. W 1936 zostały one wysłane do Nankinu, gdzie wkrótce utworzono oddział muzeum. Wraz z wybuchem wojny chińsko-japońskiej w 1937 i postępami Japończyków we wschodnich Chinach zbiory z Nankinu zostały przewiezione do Syczuanu. Powróciły one do Nankinu po zakończeniu wojny w 1947. Kiedy stało się jasne, że Kuomintang przegrywa wojnę domową, na przełomie 1948/1949 roku przewieziono wybrane 2972 skrzynie zbiorów z Nankinu na Tajwan. Stały się one zalążkiem późniejszego Narodowego Muzeum Pałacowego w Tajpej, otwartego w 1965. Stopniowo większość pozostałych zbiorów z Nankinu powróciła do Pekinu, chociaż do dzisiaj jest tam przechowywane 2221 skrzyń.
W trakcie tych dramatycznych lat, głównie dzięki wysiłkowi pracowników Muzeum, żadne obiekty nie zostały utracone, jednak jego kolekcja została rozproszona. Po zakończeniu wojny przystąpiono do renowacji zaniedbanych obiektów Zakazanego Miasta i ponownego ustanowienia ekspozycji. Muzeum po raz kolejny znalazło się w niebezpieczeństwie podczas rewolucji kulturalnej. W czerwcu 1966 na murach Zakazanego Miasta zaczęły pojawiać się napisy wzywające do jego zburzenia. 18 sierpnia tego samego roku na Placu Tian’anmen odbywała się olbrzymia demonstracja pod przewodnictwem Mao, podczas której po raz pierwszy ujawniła się Czerwona Gwardia. Jej członkowie złożyli przyrzeczenie zniszczenia starych obiektów i kulturalnych reliktów Pekinu w ramach ruchu niszczenia „czterech starych rzeczy”. Źródła różnią się nieco co do dat i niektórych szczegółów, ale wygląda na to, że Zhou Enlai dowiedział się, iż niektórzy czerwonogwardziści przygotowują się do wkroczenia do Zakazanego Miasta i zostało ono uratowane jedynie dzięki temu, że nakazał on zamknięcie wrót do muzeum oraz postawił na jego straży żołnierzy. Kolejną próbę zniszczenia Zakazanego Miasta podjęła radykalna grupa czerwonogwardzistów z Tianjinu, wchodząca w skład tzw. Grupy Rebelii, która planowała staranować wrota do Zakazanego Miasta za pomocą ciężarówki, została jednak powstrzymana przez żołnierzy. W 1968 Mao ustanowił na terenie muzeum rewolucyjny komitet, który miał nim zarządzać aż do stycznia 1973. Muzeum zostało oficjalnie ponownie otwarte 5 lipca 1971, co było częścią przygotowań do wizyty prezydenta Nixona. Czasopismo naukowe muzeum zaczęło się ponownie ukazywać dopiero w roku 1979. 
Na początku lat 80. muzeum przeszło szereg reform i rozpoczął się okres jego renowacji i wyposażania w nowoczesną instalację przeciwpożarową i bezpieczeństwa. Muzealny warsztat rozbudowano, tak że stał się on Wydziałem ds. Konserwacji. W latach 90. zbudowano nowy, nowoczesny magazyn na 600 tys. przedmiotów. Muzeum Pałacowe jest największym chińskim muzeum.

## Zbiory
Kolekcja muzeum sukcesywnie rozbudowywała się w okresie powojennym. W dekadzie lat 50. dokonano skrupulatnej inwentaryzacji posiadanych zbiorów i na jej skutek wydobyto wiele wartościowych przedmiotów, które zalegały ukryte w magazynach. W sumie po ponad dekadzie ze zbiorów dynastii Qing uzyskano 710 tys. wartościowych artefaktów. W międzyczasie alokacje wewnątrz kraju, rekwizycje i prywatne donacje przysporzyły muzeum dodatkowych 220 tys. obiektów o historycznej wartości. Pozwoliło to na uzupełnienie pewnych braków w zbiorach cesarskich, w szczególności jeśli chodzi o prehistoryczną ceramikę, brązy z epoki Shang i Zhou, figurki grobowe z epoki Han, rzeźbę kamienną z okresu Dynastii Południowych i Północnych, oraz porcelanę sancai z czasów dynastii Tang. Spektakularne były zwłaszcza nabytki w zakresie starożytnych obrazów, zwojów i kaligrafii. Obecnie kolekcja muzeum zawiera ponad 1.8 miliona obiektów. Oprócz tego muzeum przechowuje około 9 milionów dokumentów oraz innych materiałów archiwalnych z czasów dynastii Ming i Qing, które stanowią bezcenny zbiór informacji dla historyków tego okresu. Wiele z najważniejszych dokumentów z tego zbioru znalazło miejsce w specjalnej ekspozycji muzeum. 
Wiele spośród pawilonów Zakazanego Miasta jest prezentowanych w taki sposób, jak wyglądały w okresie cesarskim. W innych znalazły swoje miejsce ekspozycje zbiorów muzeum. W skład muzealnego zbioru ceramiki wchodzi około 350 tys. przedmiotów i jest to największa tego rodzaju kolekcja na świecie. Ponadto muzeum posiada ponad 30 tys. fragmentów ceramiki z ponad 150 historycznych pieców na terenie całych Chin. Ten zbiór daje całościowy obraz rozwoju ceramiki w Chinach w ciągu ostatnich 8 tys. lat. W szczególności kolekcja zawiera ceramikę z pięciu wielkich pieców dynastii Song (960-1279) i cesarskich pieców dynastii Ming i Qing (1368-1911). Kolekcja malarstwa składa się z ok. 50 tys. obrazów z różnych okresów historii Chin, z czego ponad tysiąc jest uważanych za narodowe relikty najwyższej wartości. W jej ramach znajduje się ponad 400 obrazów z czasów poprzedzających dynastię Yuan. Jest to największa kolekcja malarstwa w Chinach.
W ramach kolekcji inskrypcji muzeum posiada m.in. ponad 4 tys. kości wróżebnych, kafli i cegieł z czasów dynastii Shang (ok. 1600 - 1045 p.n.e.) Ponadto są w nim przechowywane także grawerowane cegły z czasów Wschodniej dynastii Han (25 - 220) oraz ponad 120 cegieł pochodzących z wykopalisk w Gaochang i dziesiątki tysięcy odbitek inskrypcji z różnych okresów dziejów Chin. Kolekcja brązów obejmuje ponad 15 tys. sztuk, z czego ok. 10 tys. datuje się z czasów sprzed panowania dynastii Qin (221-207 p.n.e.). Jest to największa kolekcja brązów w Chinach.
Muzeum posiada ponad 130 tys. tekstyliów różnego rodzaju, takich jak ubrania, dodatki, tkaniny oraz haftowane obrazy i kaligrafie. Większość z nich była używana w pałacu w czasach dynastii Qing. Także większość spośród ponad 2400 metalowych przedmiotów w zbiorach muzeum (z czego ponad 900 ze srebra) powstała w epoce Qing. Kolekcja przedmiotów z żadu i kamieni szlachetnych obejmuje ok. 30 tys. przedmiotów, z których większość wchodziła w skład dawnego zbioru cesarskiego. W zbiorach muzeum znajduje się również ponad 1500 europejskich i chińskich zegarów z okresu od XVII do XX stulecia. Część zbiorów stanowi także ponad 3 tys. przedmiotów stanowiących cesarską zastawę stołową.

## Wybrane eksponaty

### Ceramika

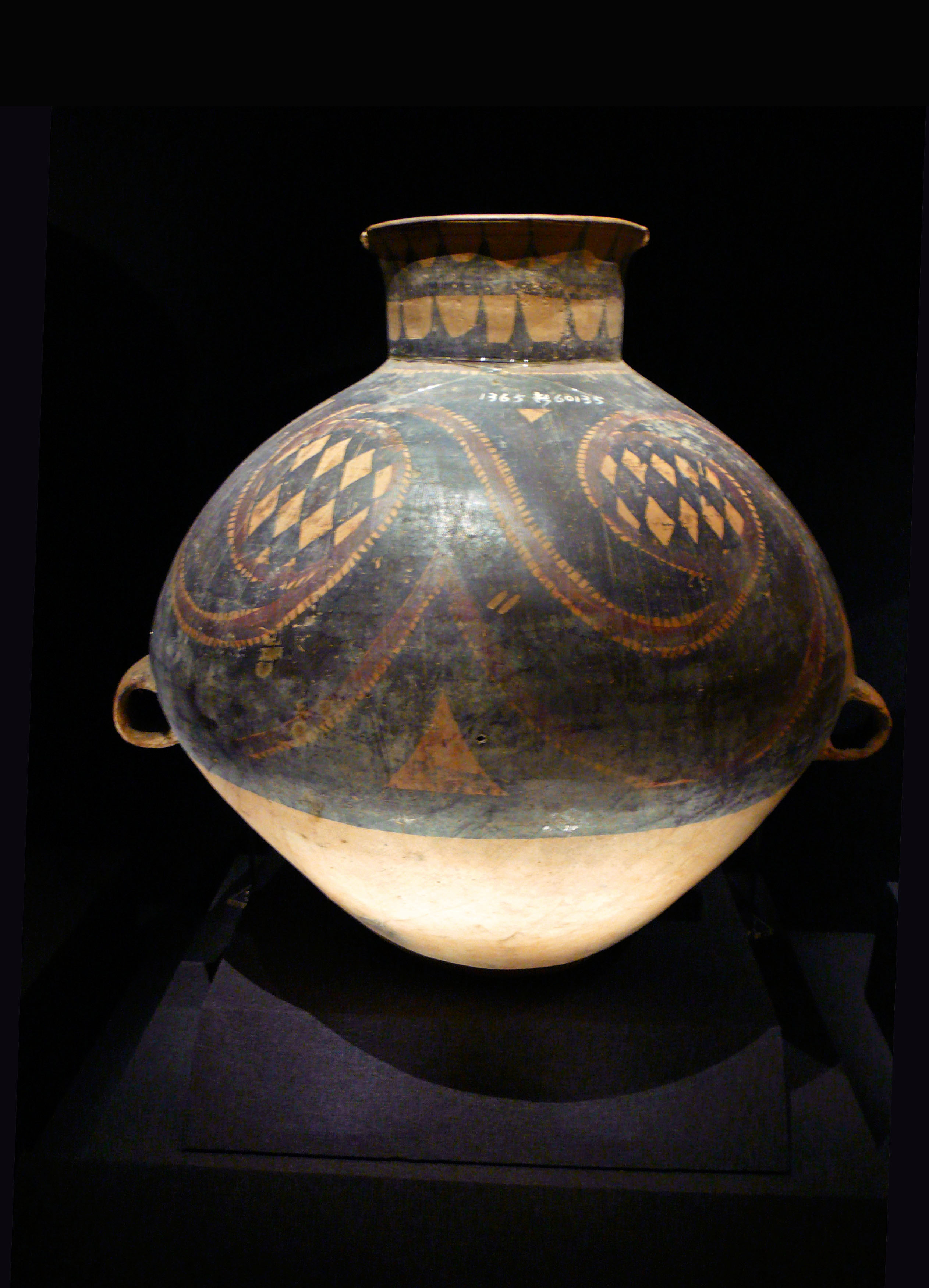
Naczynie z fazy banshan kultury Majiayao (ok. 2600-2300 p.n.e.)
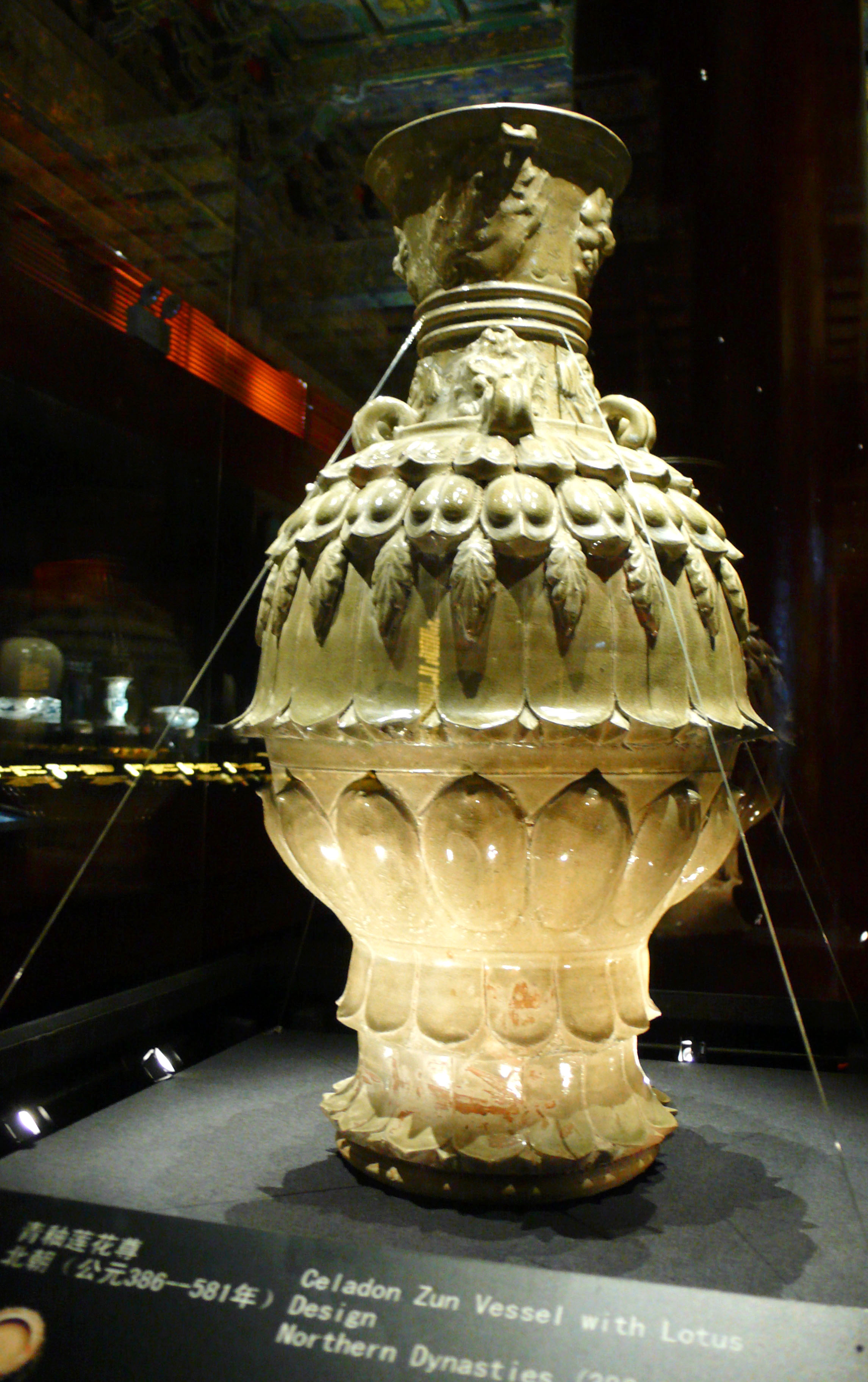
Celadon typu zun z wzorem lotusa z czasów Północnej dynastii Wei (386-535)
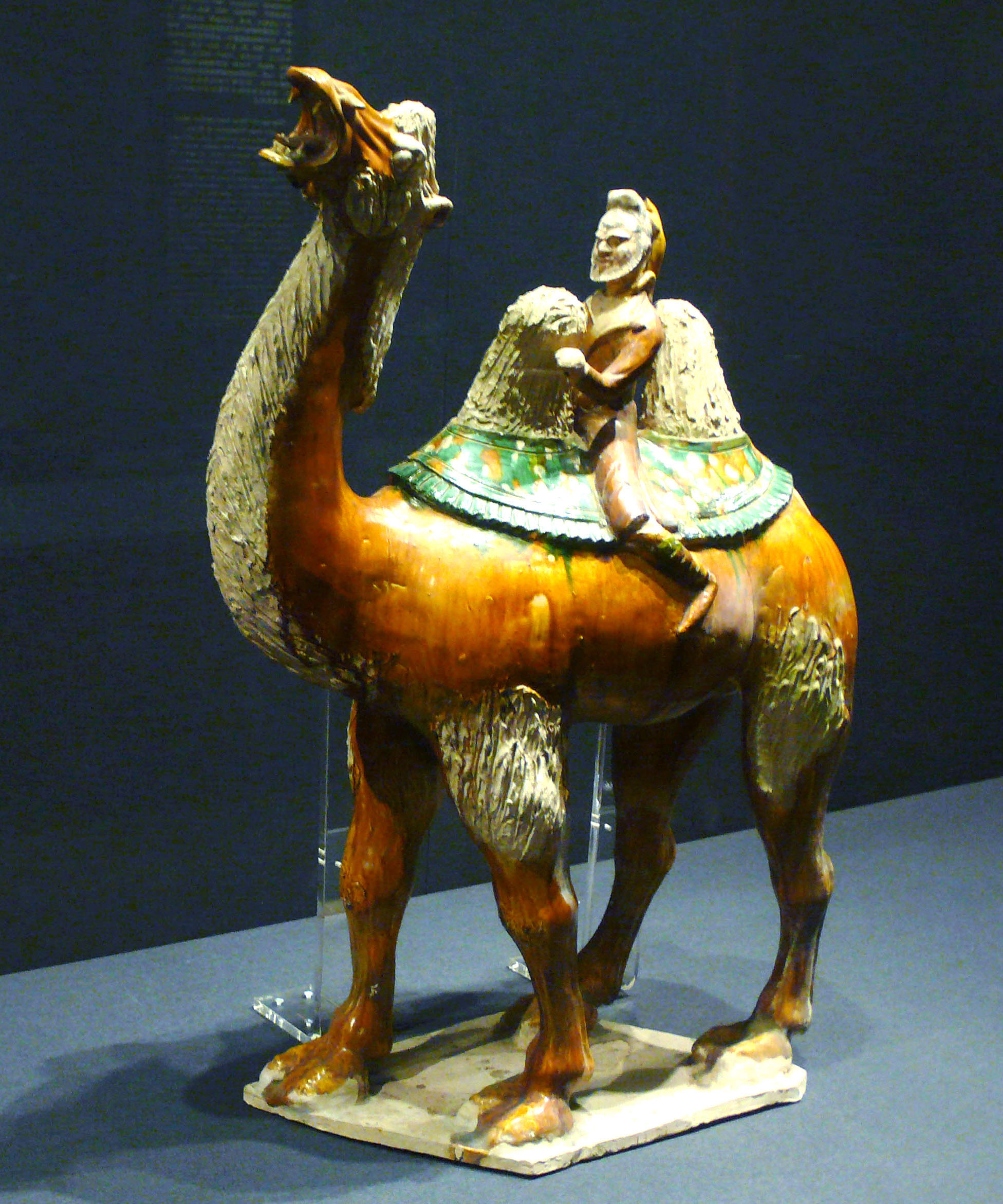
Kupiec z Azji Centralnej dosiadający wielbłąda. Ceramika sancai z czasów dynastii Tang (618-907)
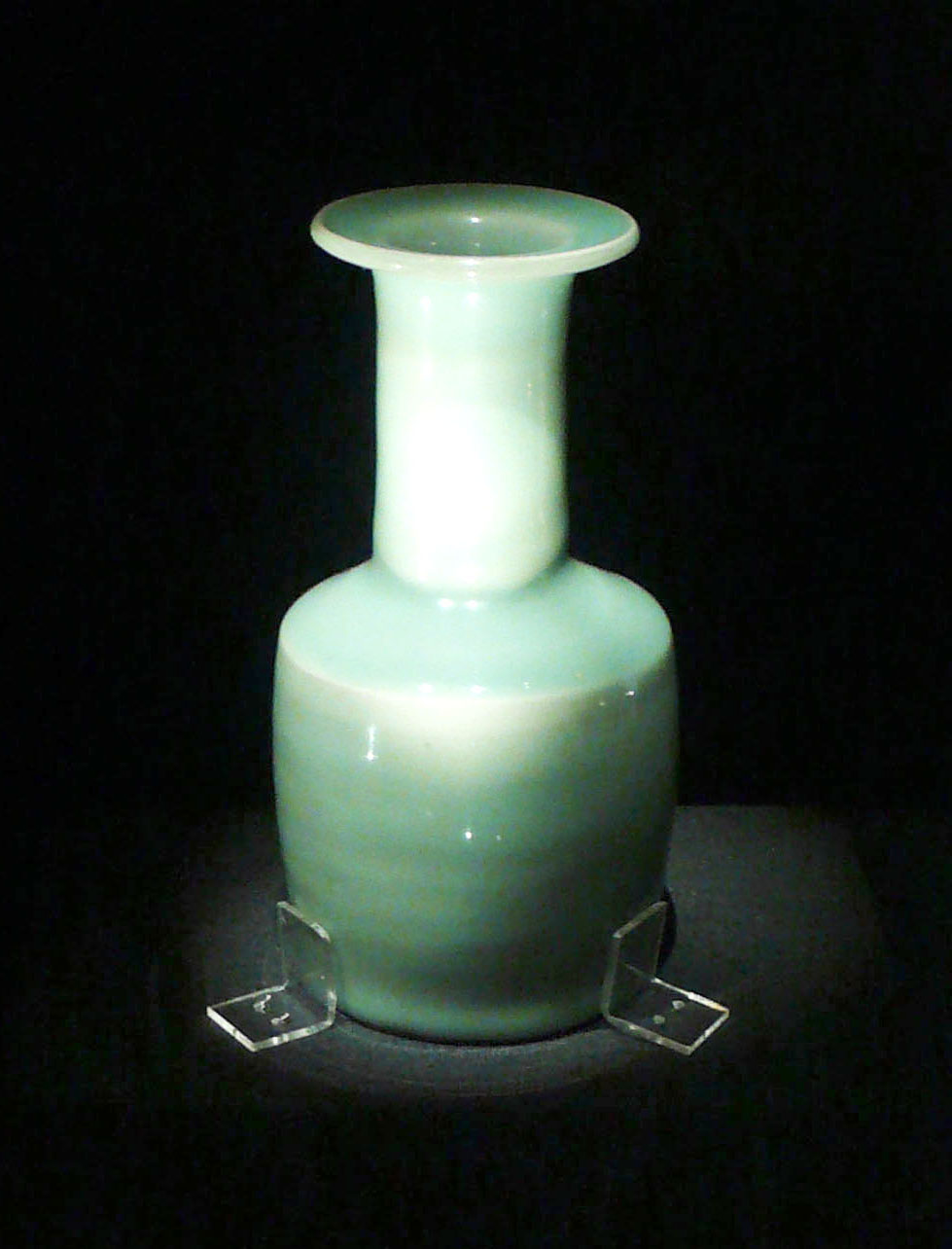
Zielona waza z otworem w kształcie naczynia. Celadon typu Longquan z czasów Południowej dynastii Song (1127-1279)
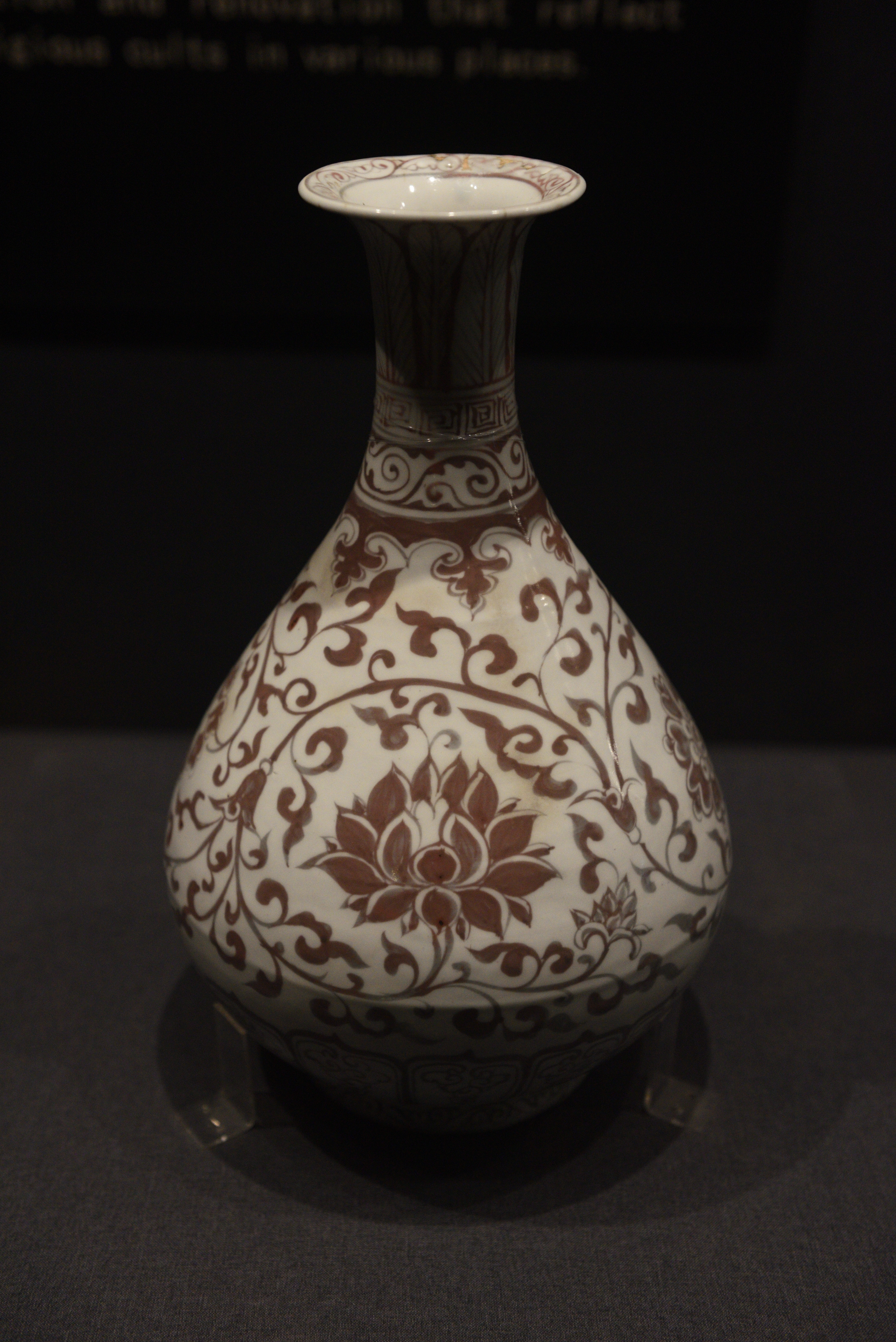
Malowana podszkliwnie czerwona waza z zazębiającym się wzorem lotusa z okresu panowania cesarza Hongwu (1368-1398)
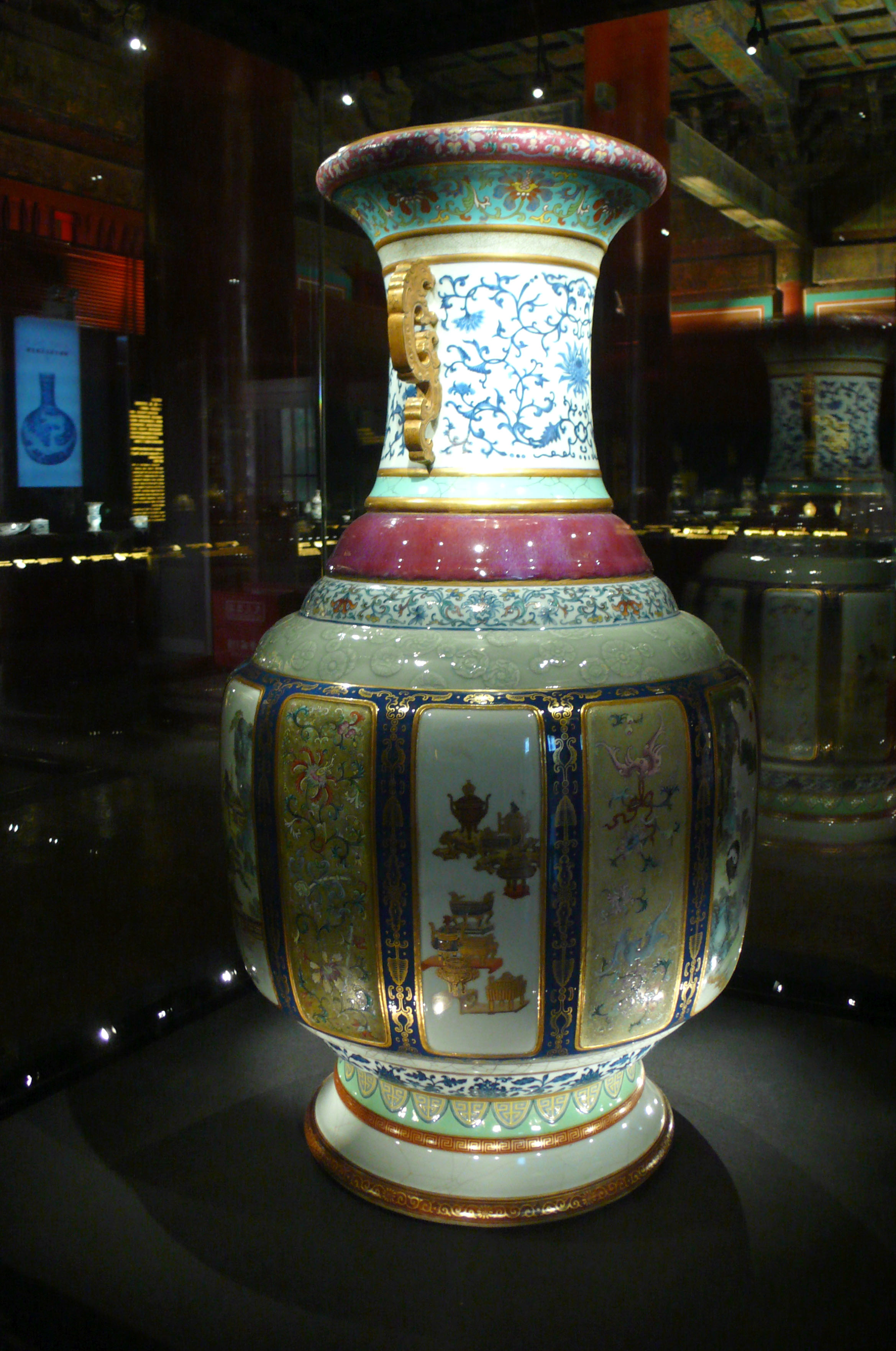
Glazurowana i emaliowana waza z okresu panowania cesarza Qianlonga (1736-1795)

### Brązy

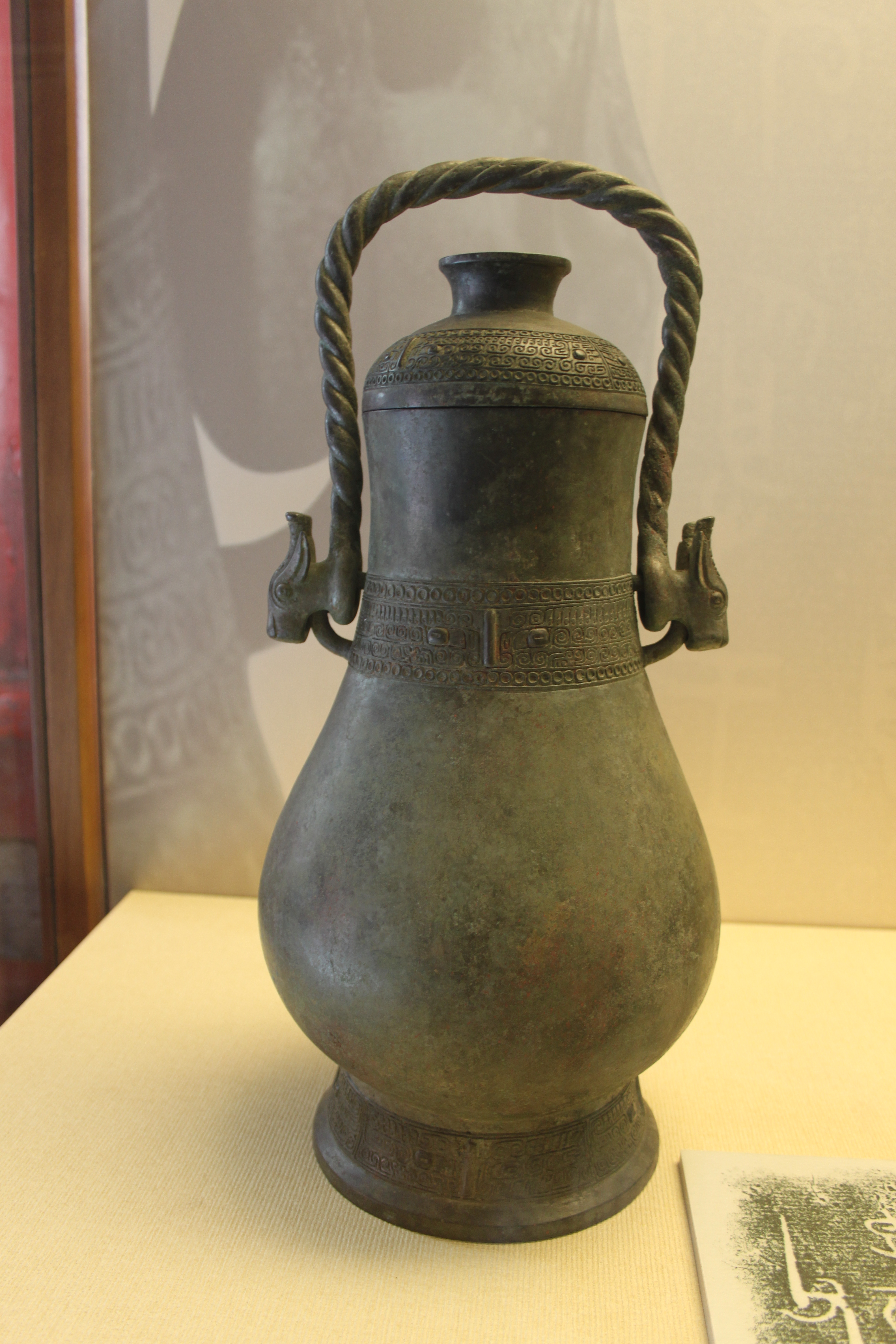
Naczynie rytualne typu you z czasów dynastii Shang (ok. 1600-1045 p.n.e.)
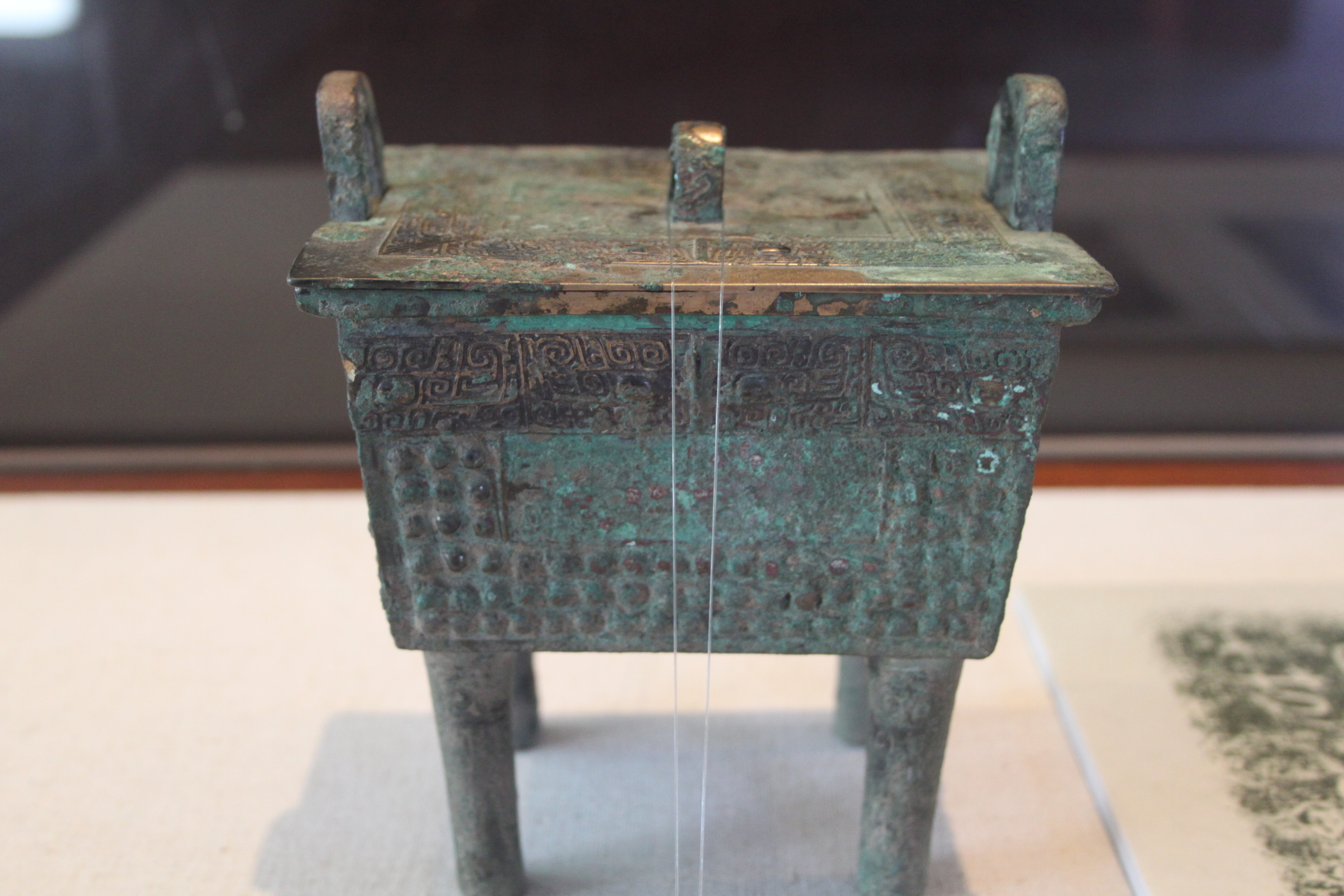
Naczynie rytualne typu ding z czasów dynastii Shang
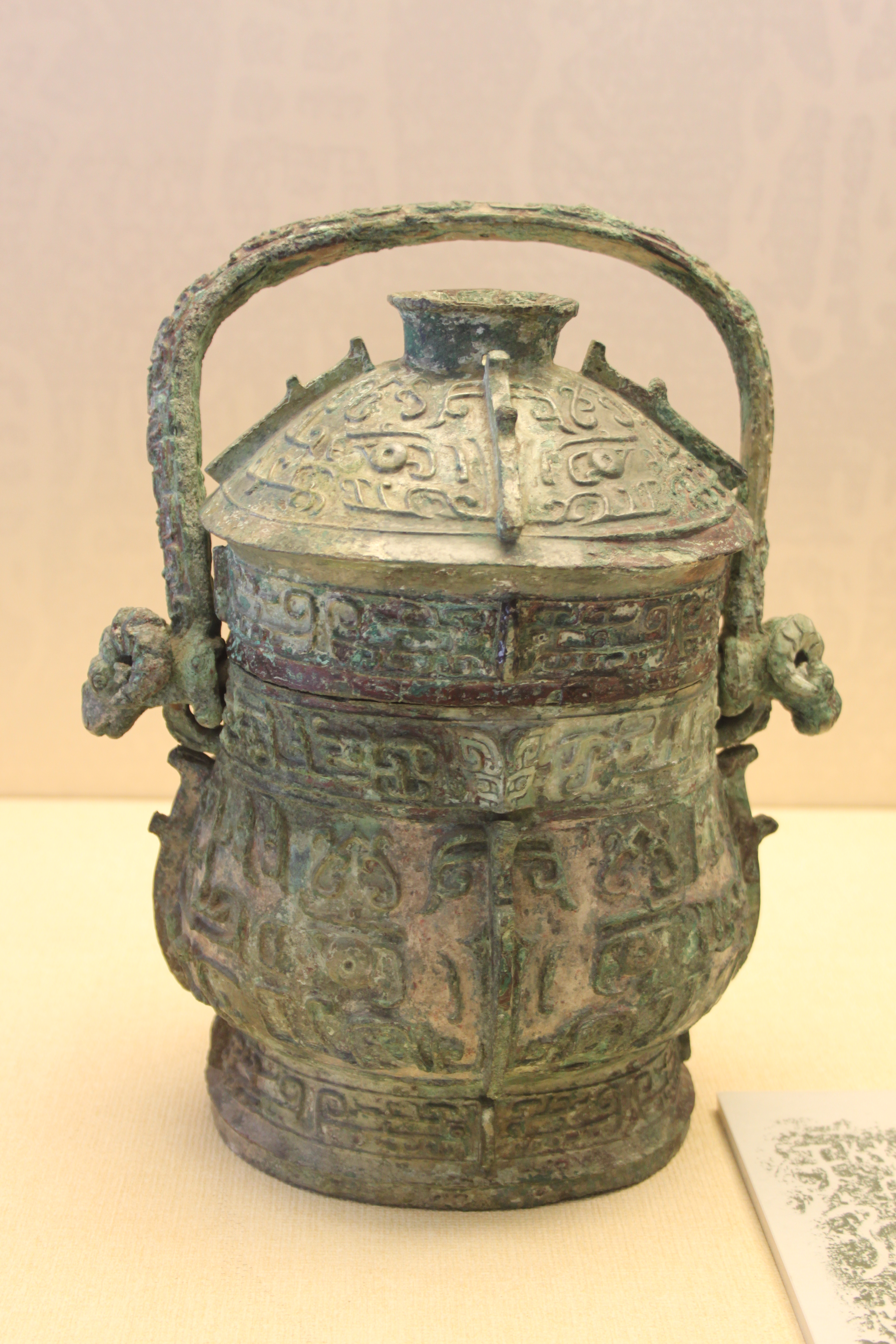
Naczynie rytualne typu you z czasów Zachodniej dynastii Zhou (1045-770 p.n.e.)
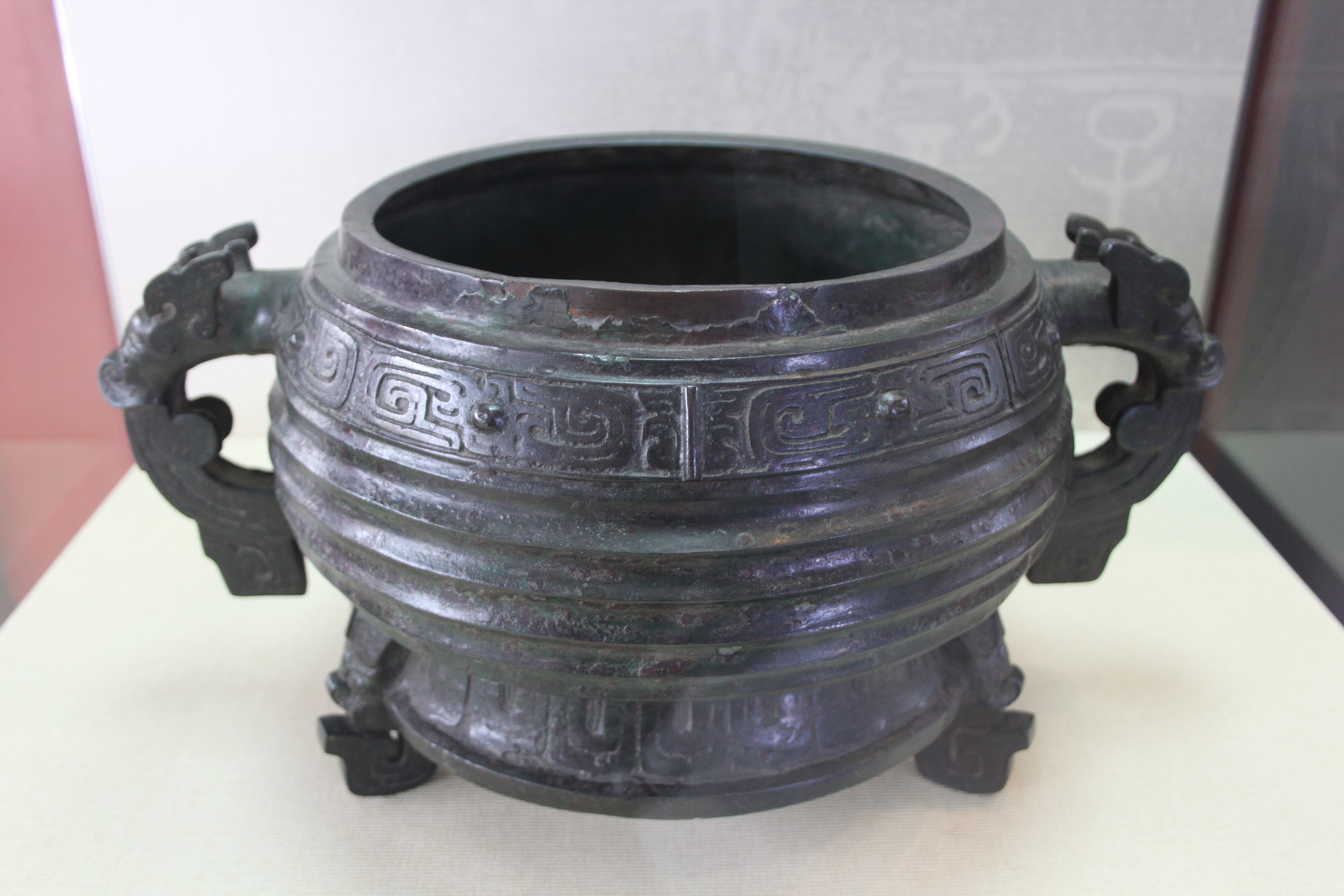
Naczynie rytualne typu gui z czasów Zachodniej dynastii Zhou
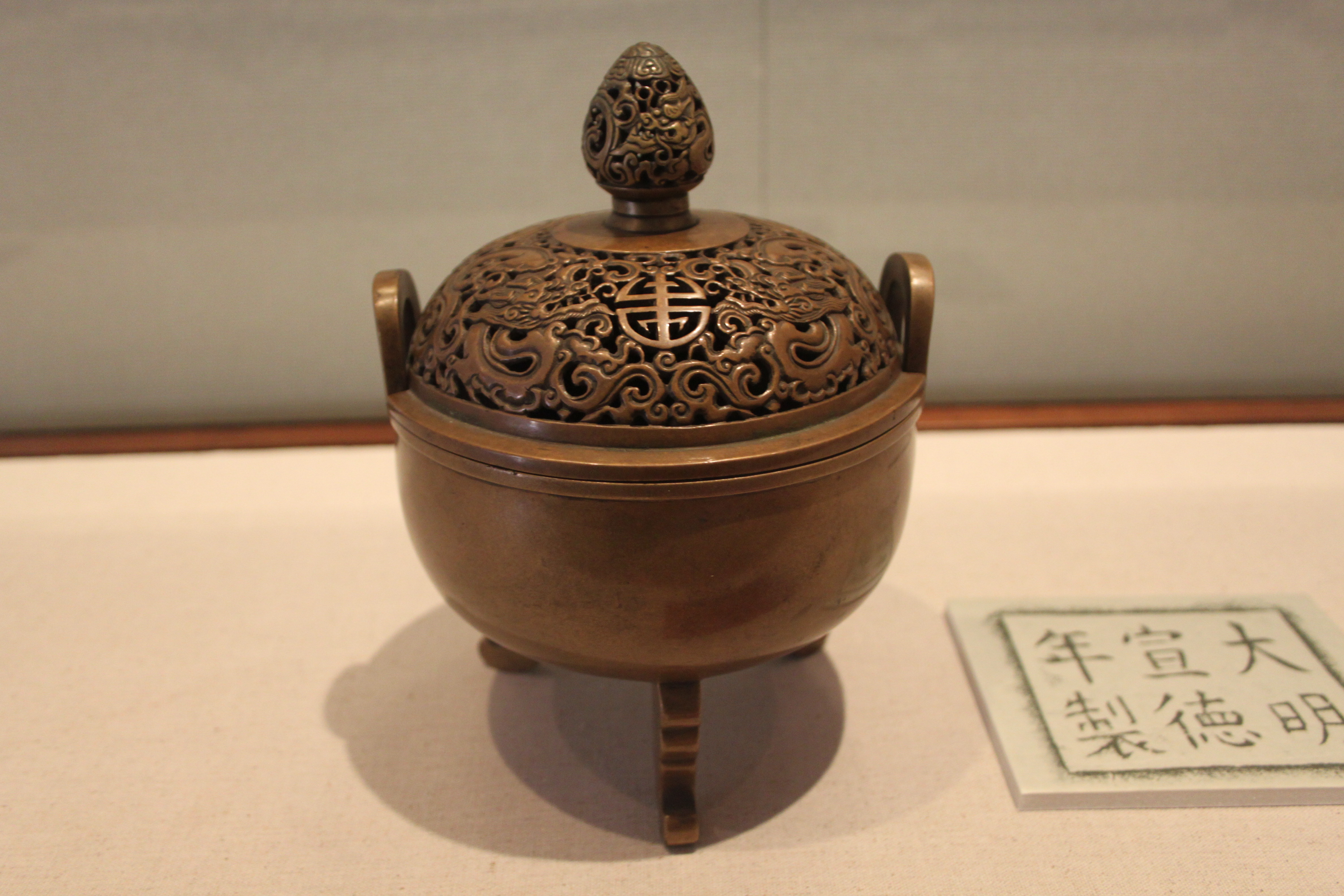
Kadzielnica z brązu typu Xuande[a]

### Malarstwo

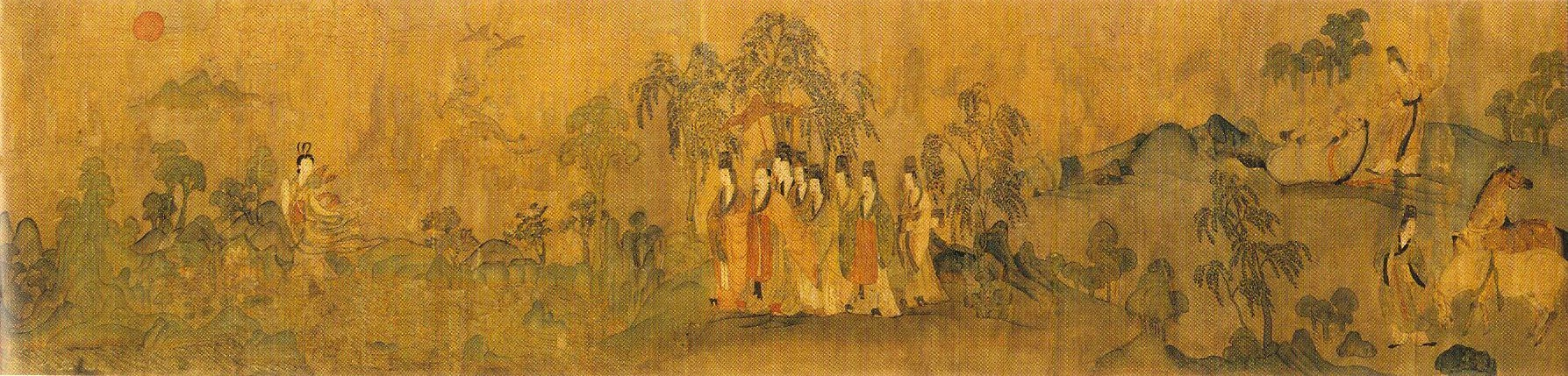
Gu Kaizhi (ok. 344–406), Nimfa rzeki Luo (fragment). Kopia z czasów Południowej dynastii Song (1127–1279)
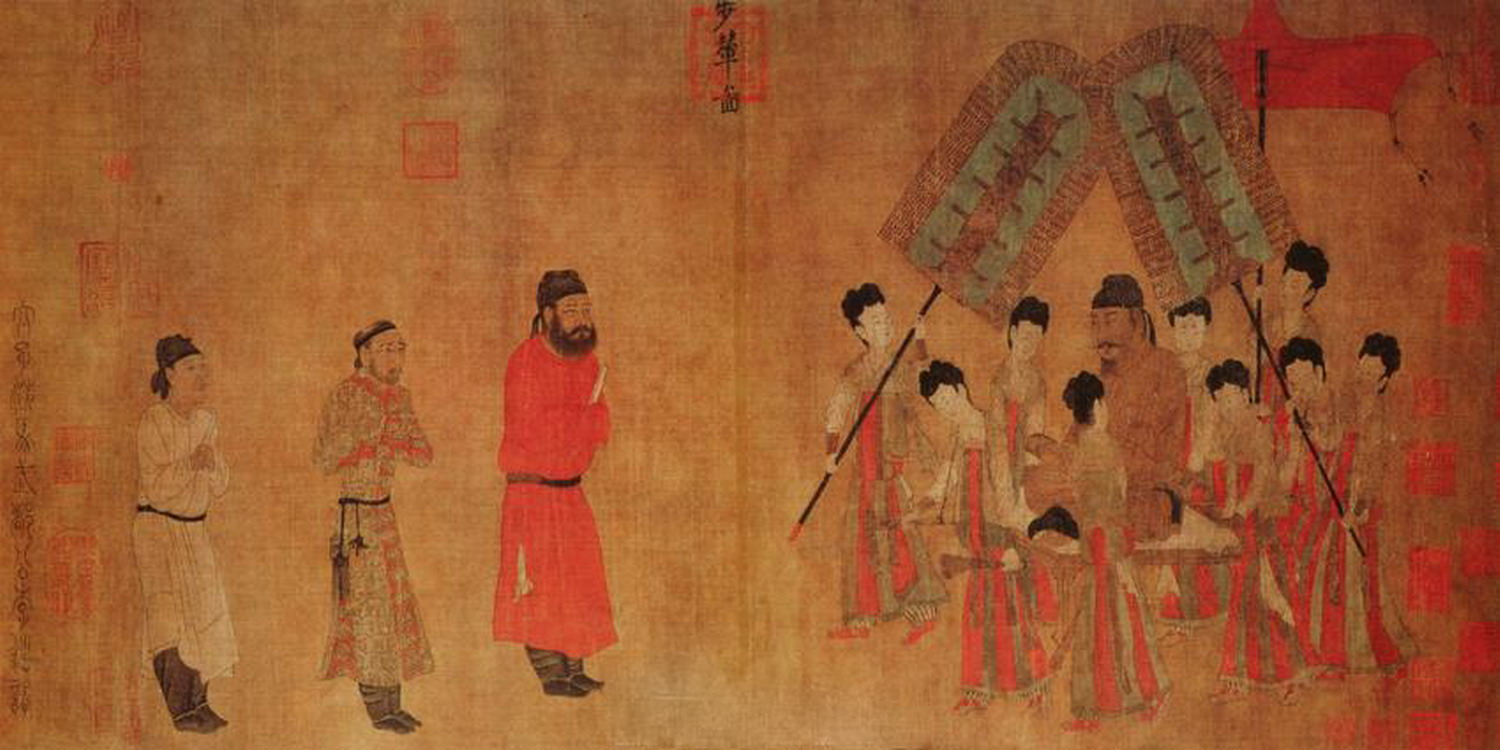
Yan Liben (ok. 600–673), Cesarz Taizong przyjmuje tybetańskiego posła. Kopia z czasów dynastii Song (960-1279)
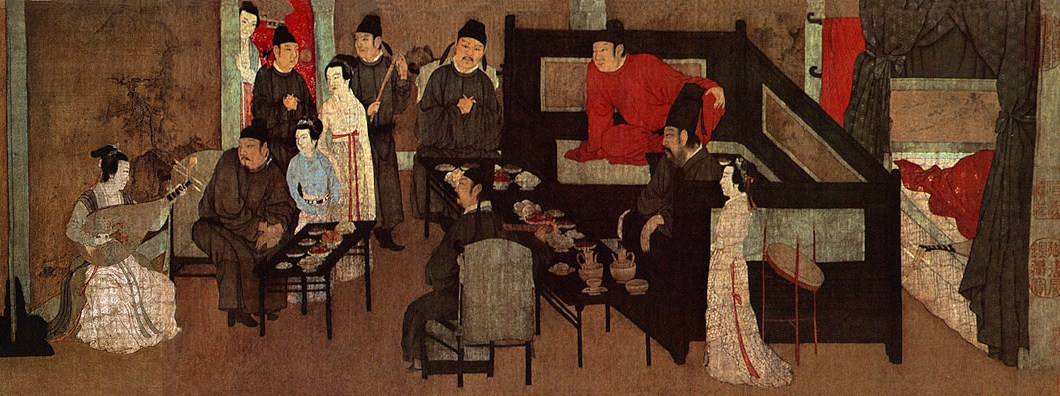
Gu Hongzhong (X w.) Nocne rozrywki Han Xizaia (fragment). Prawdopodobnie kopia pochodząca z czasów dynastii Song

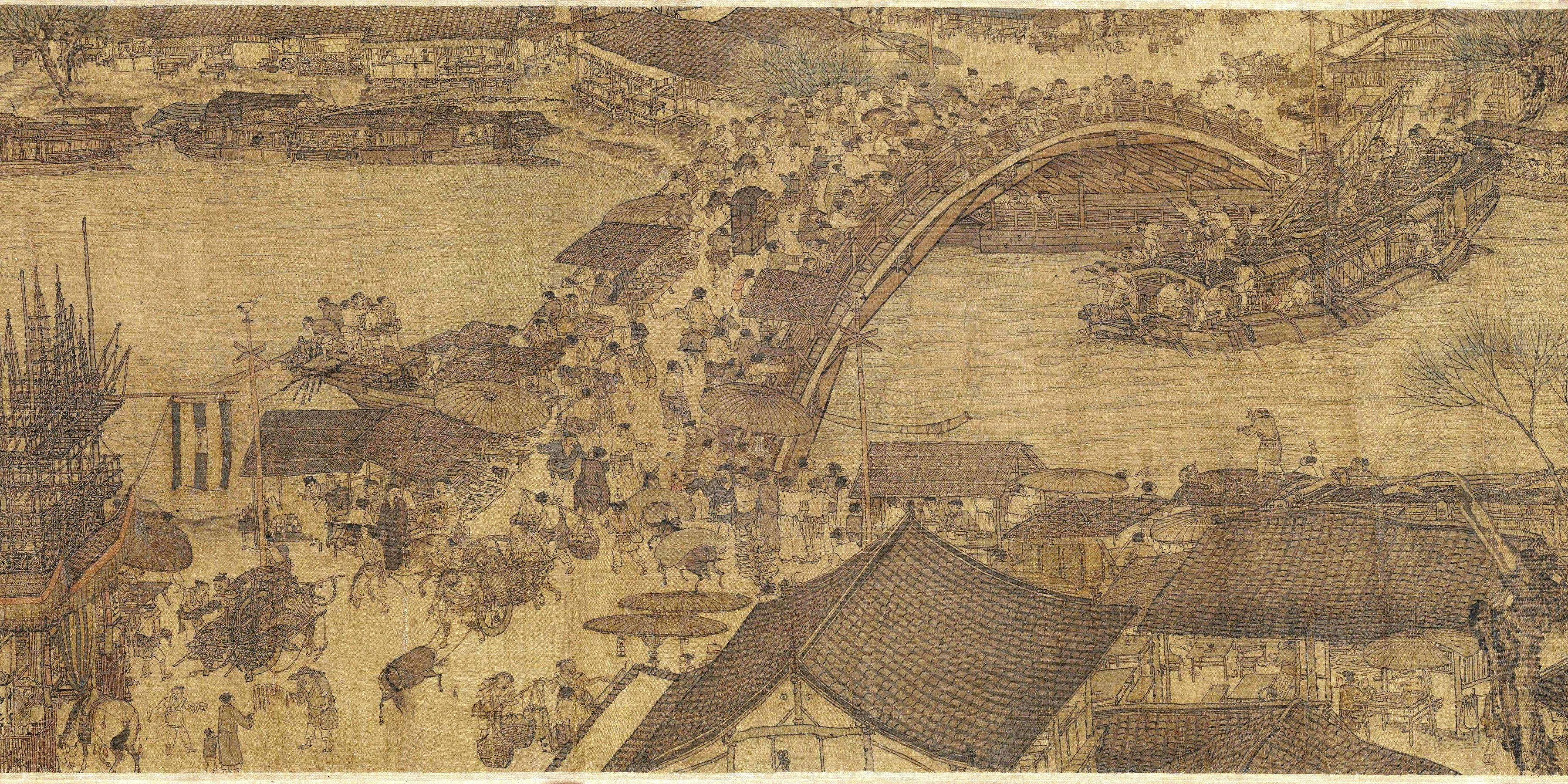
Zhang Zeduan (przełom XI i XII w.), Widok wzdłuż rzeki podczas święta Qingming (fragment)
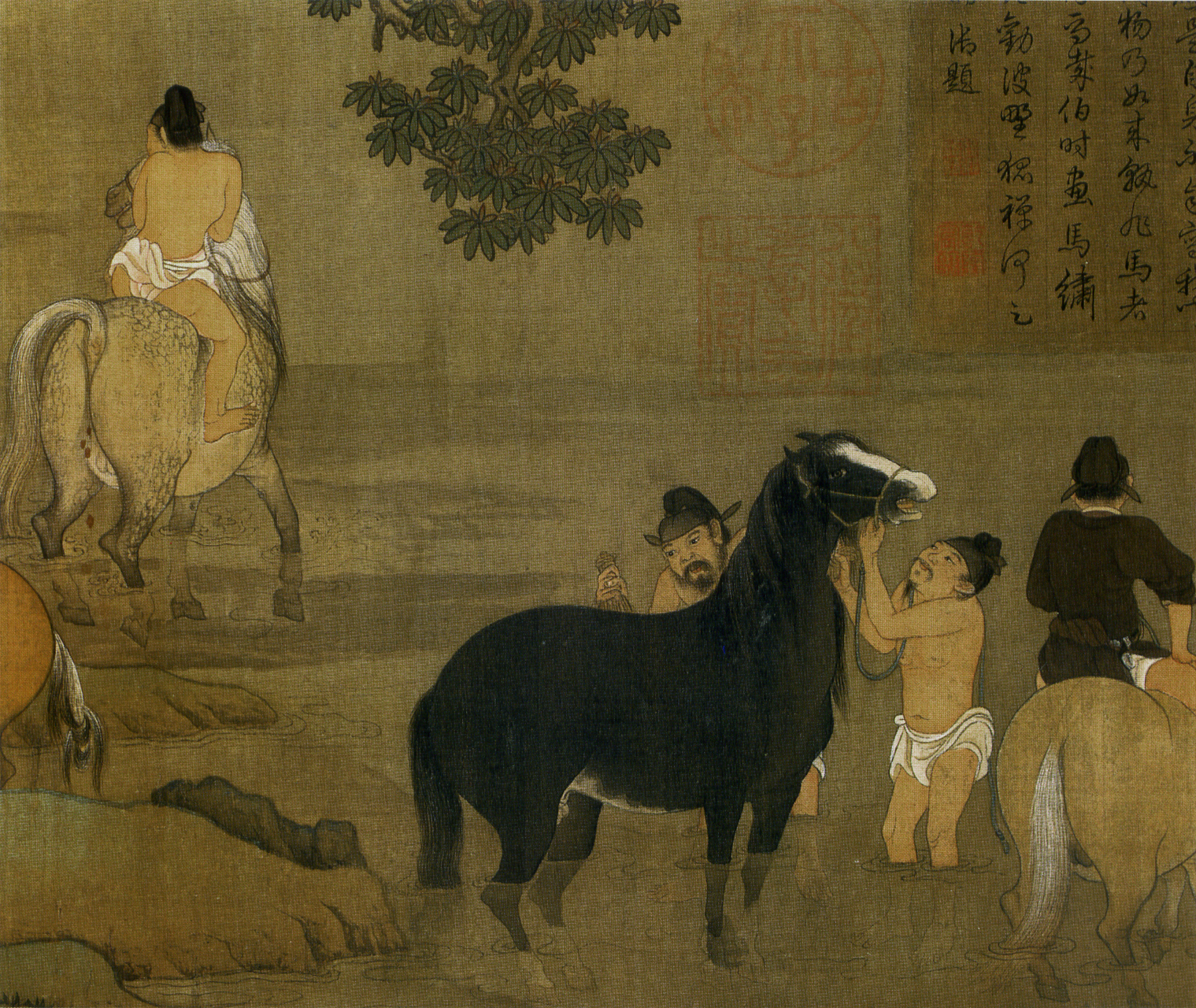
Zhao Mengfu (1254–1322), Kąpiące się konie (fragment)
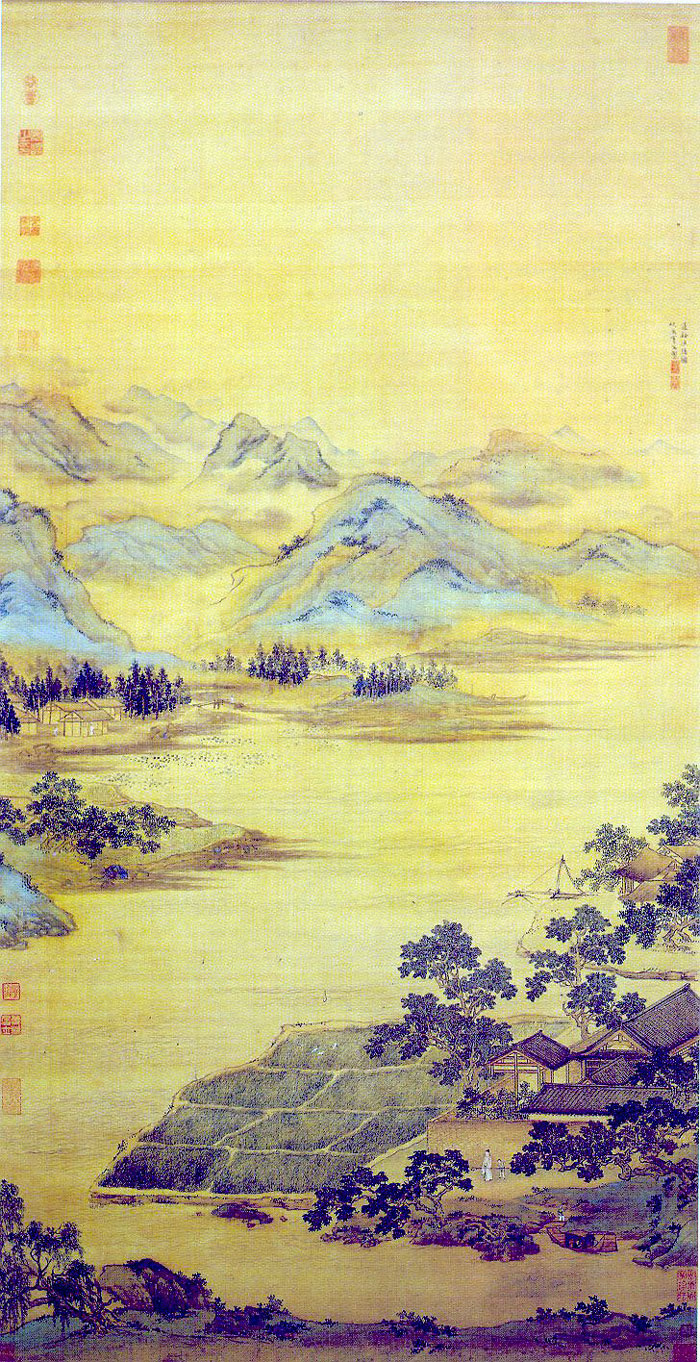
Qiu Ying (1454–1522), Rybak pustelnik
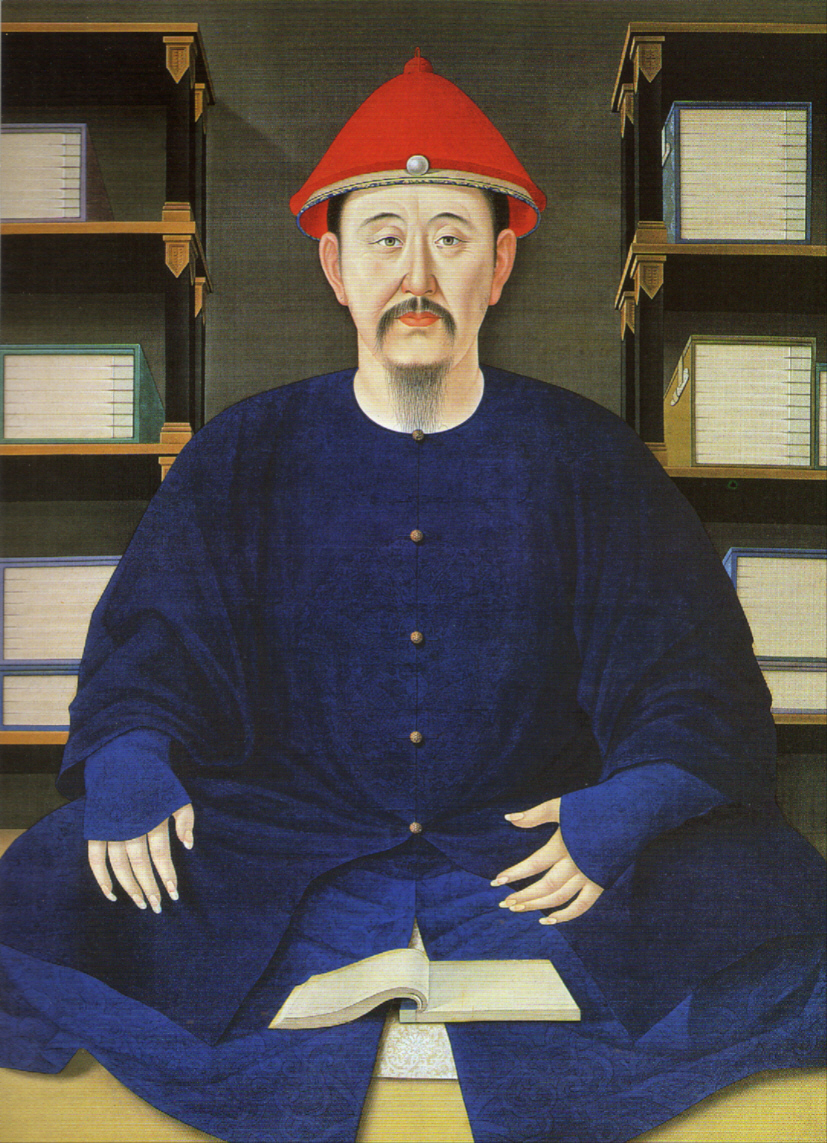
Anonim, Portret cesarza Kangxi (pan. 1662–1722)

### Kaligrafia

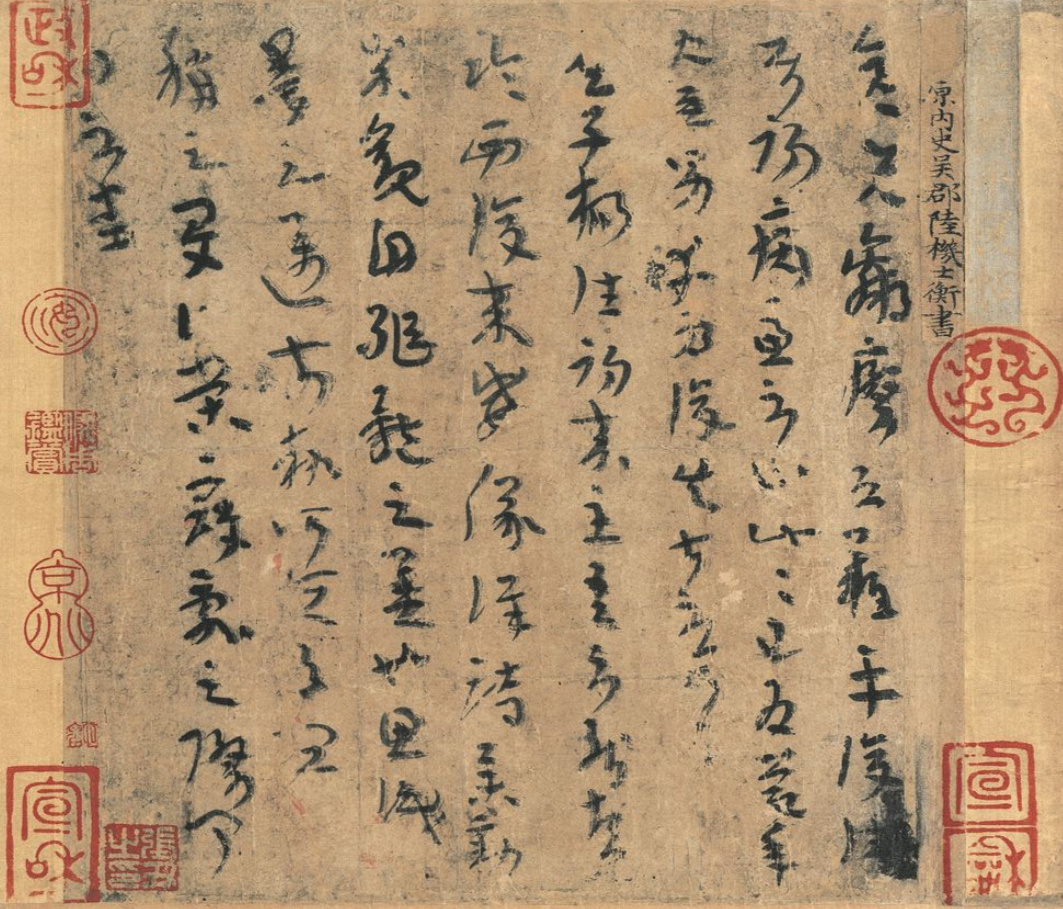
Lu Ji (261–303), List pocieszający (fragment)
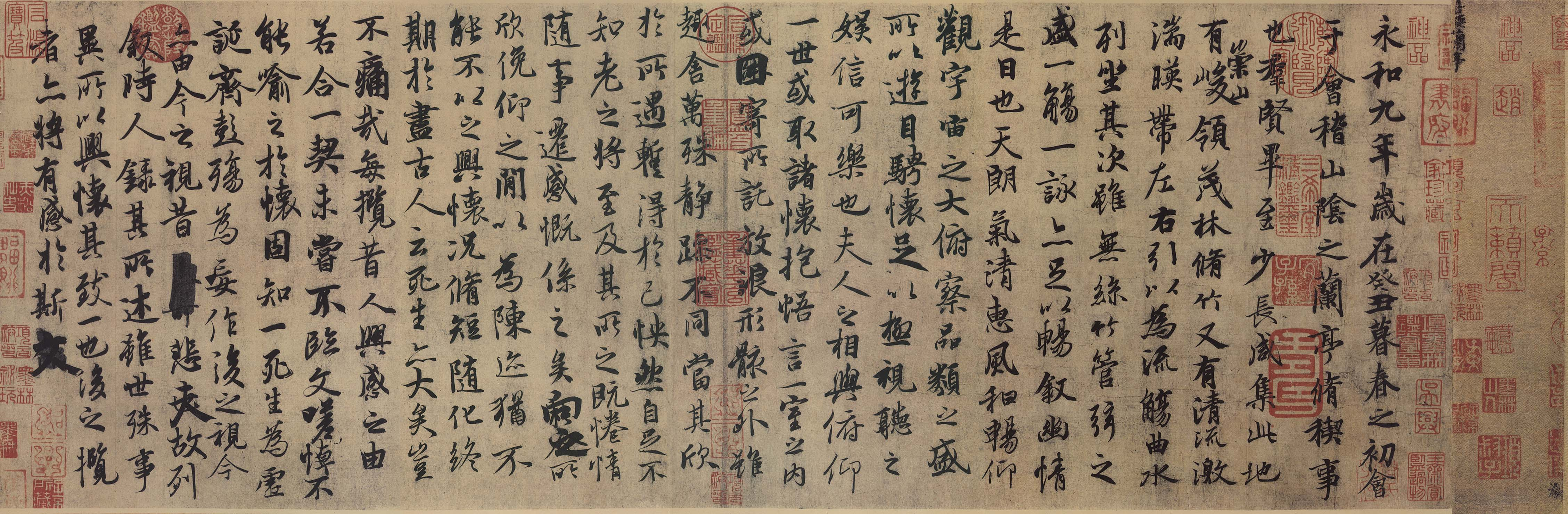
Wang Xizhi (303–361), Rękopis z Altany Orchidei. Kopia sporządzona przez Feng Chengsu (617-672)
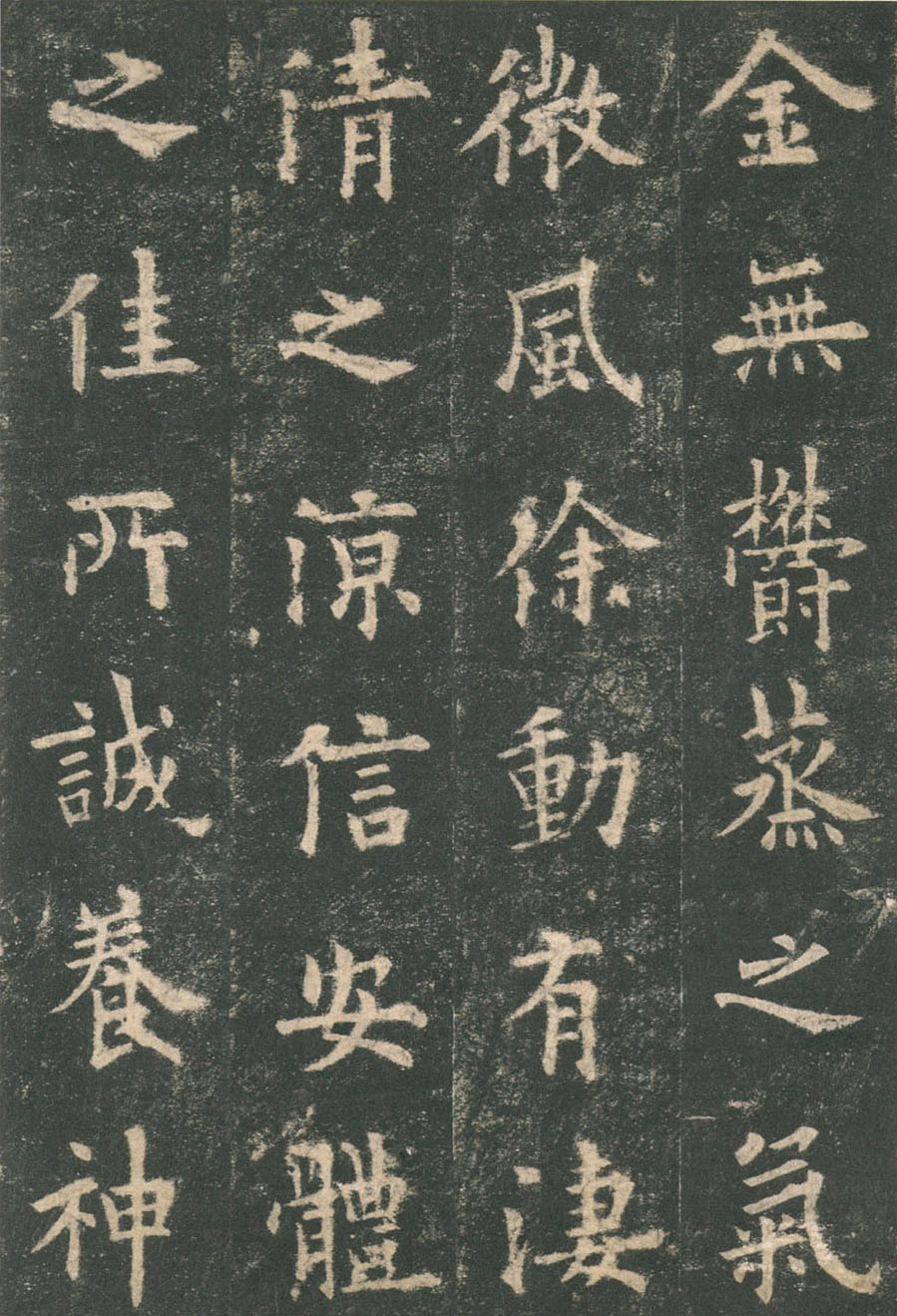
Ouyang Xun (557–641), Oda do Słodkiej Wiosny w Pałacu Dziewięciu Doskonałości (fragment). Odbitka z czasów Północnej dynastii Song (960–1127)
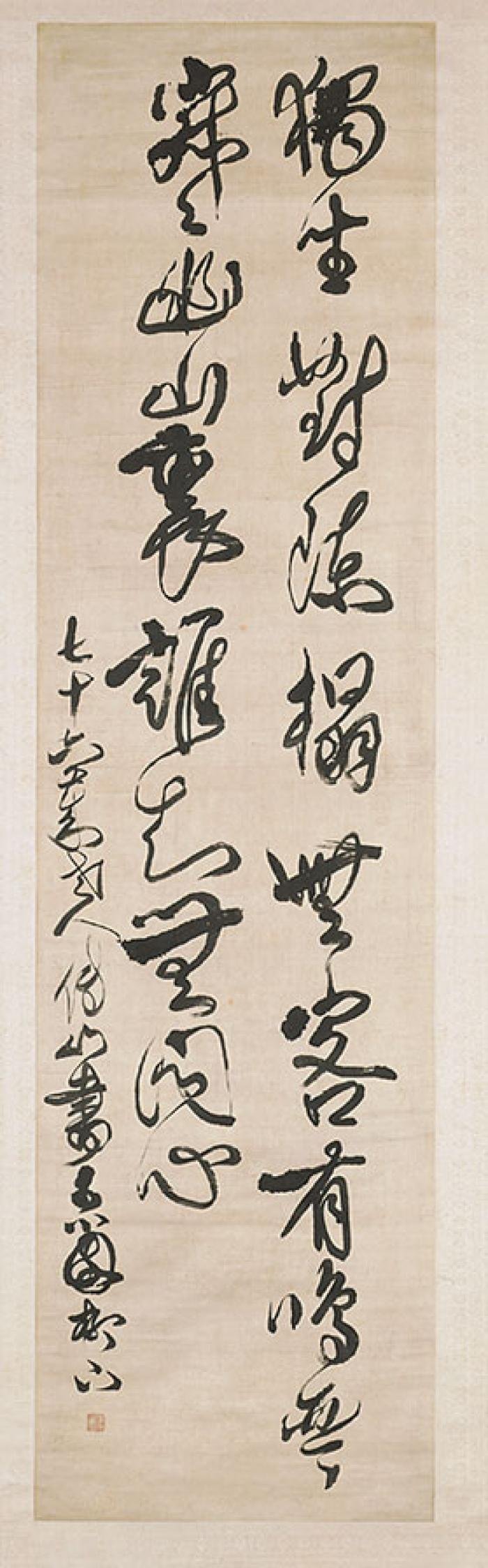
Fu Shan (1607–1684), Pismo bieżące

### Inne

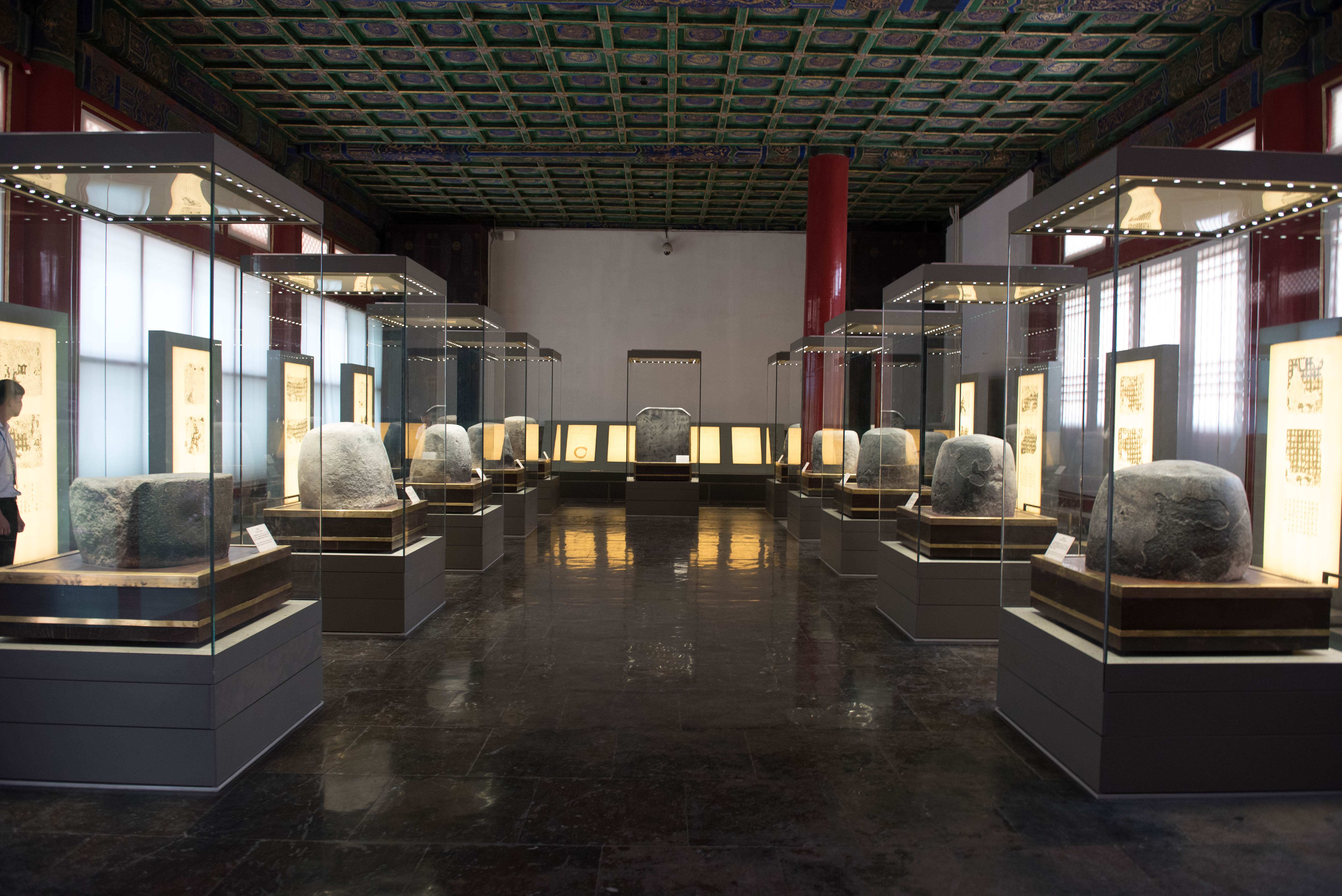
Kolekcja kamiennych bębnów zawierających najstarsze chińskie inskrypcje wyryte w kamieniu. Prawdopodobnie Państwo Qin, Okres Wiosen i Jesieni
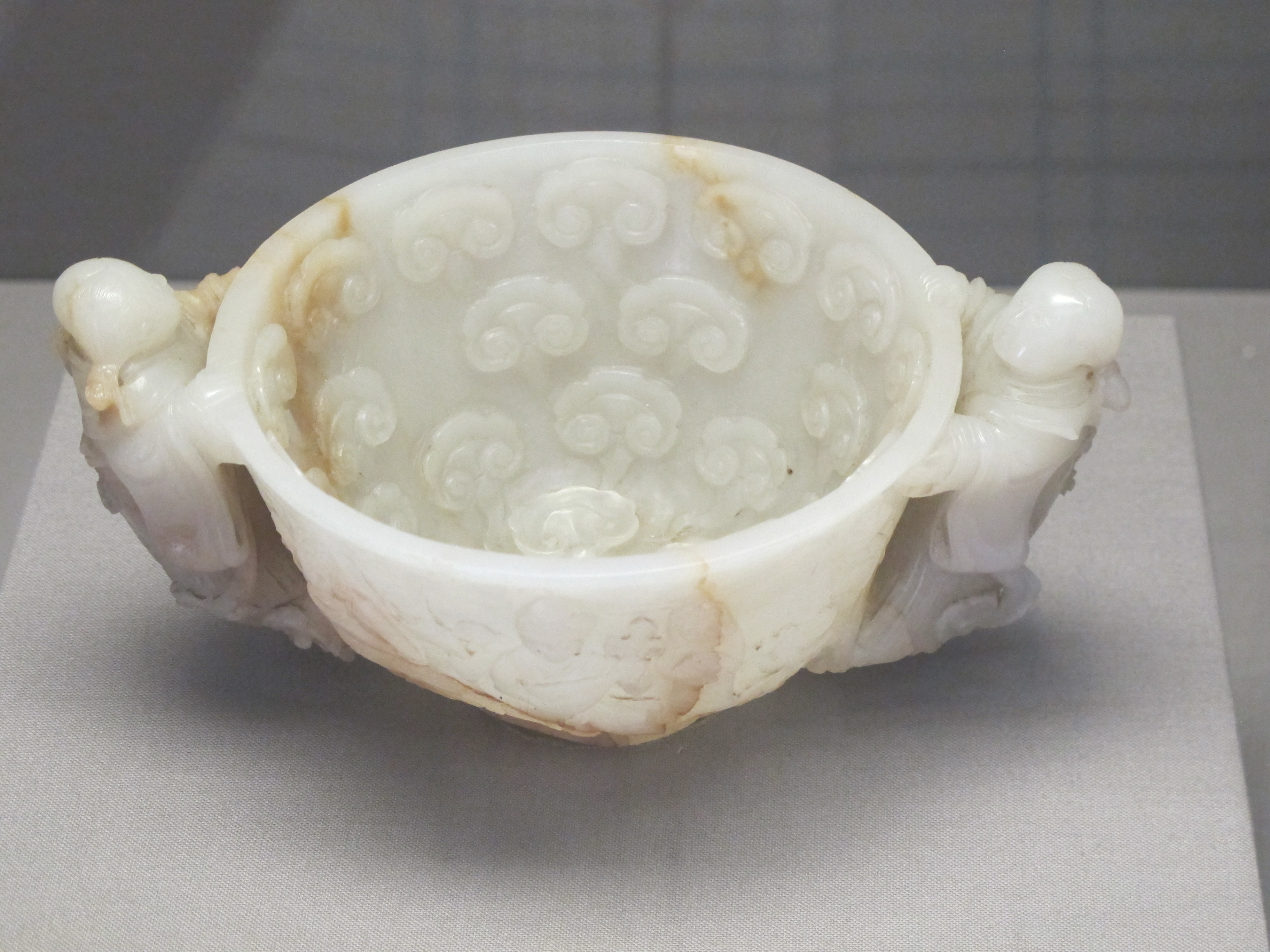
Filiżanka z żadu z uszkami w kształcie dzieci. Dynastia Song
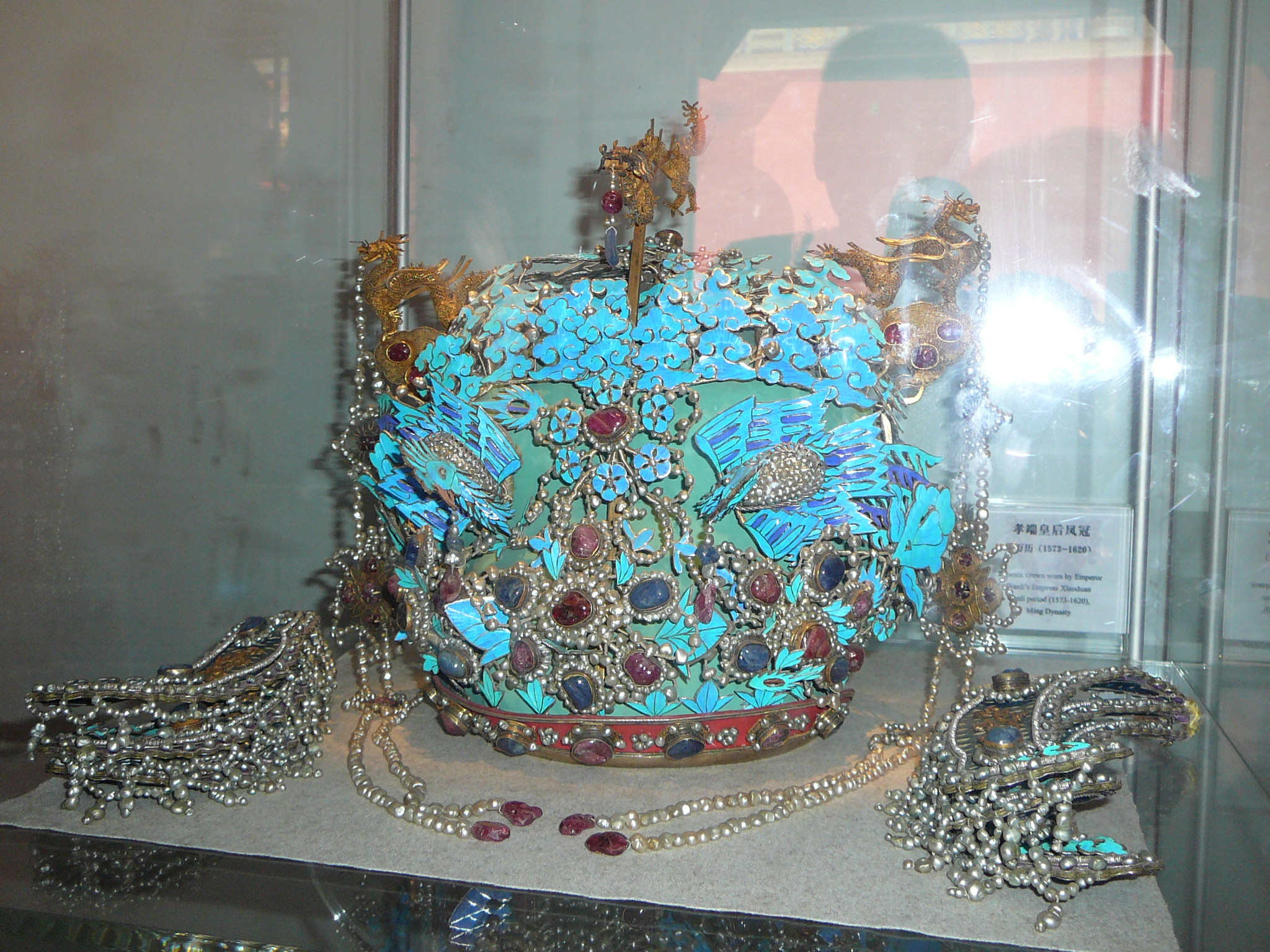
Korona typu fengguan noszona przez cesarzową Xiaoduan (cesarzowa 1577–1620)
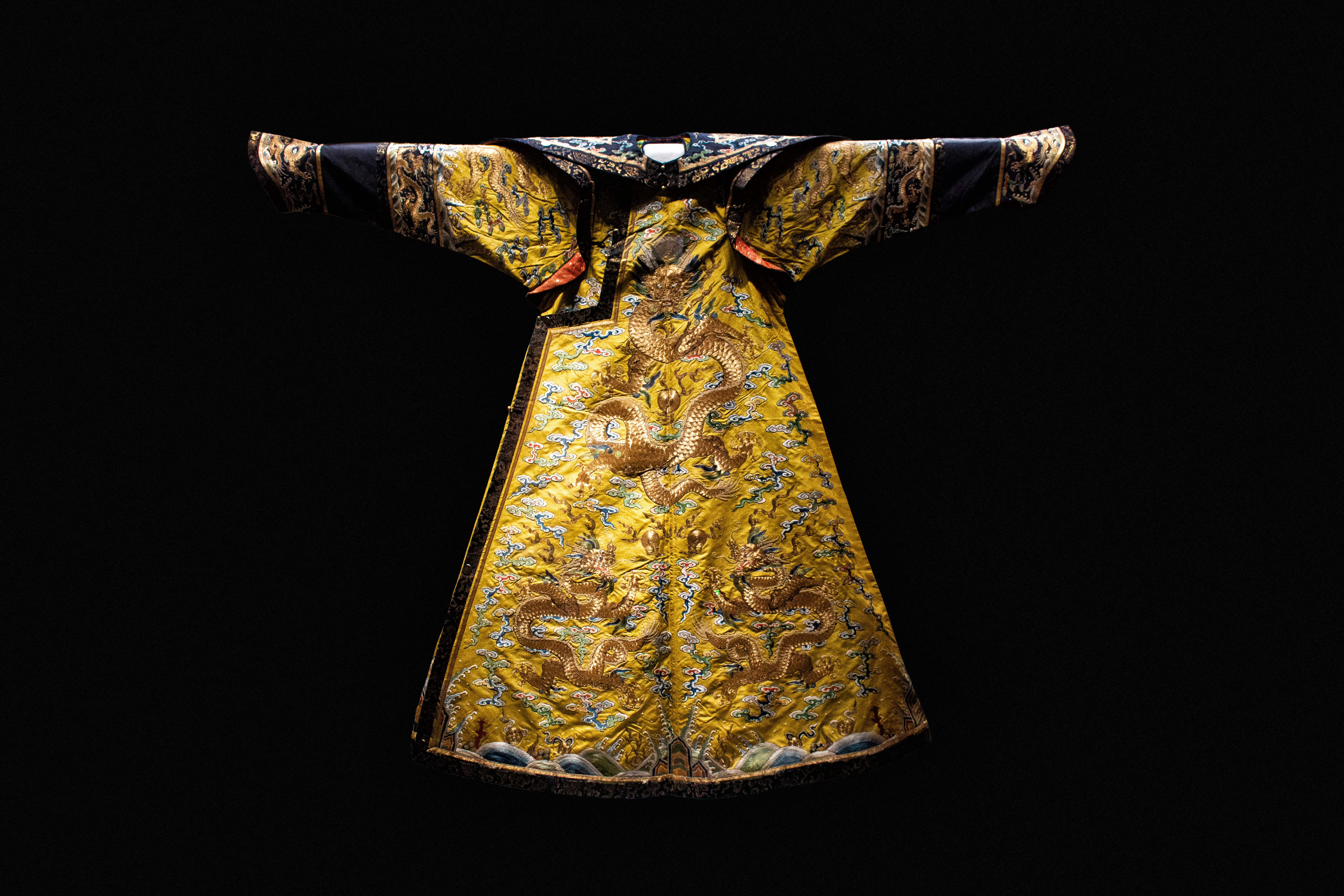
Szata cesarzowej z czasów panowania Yongzhenga (1723–1736)
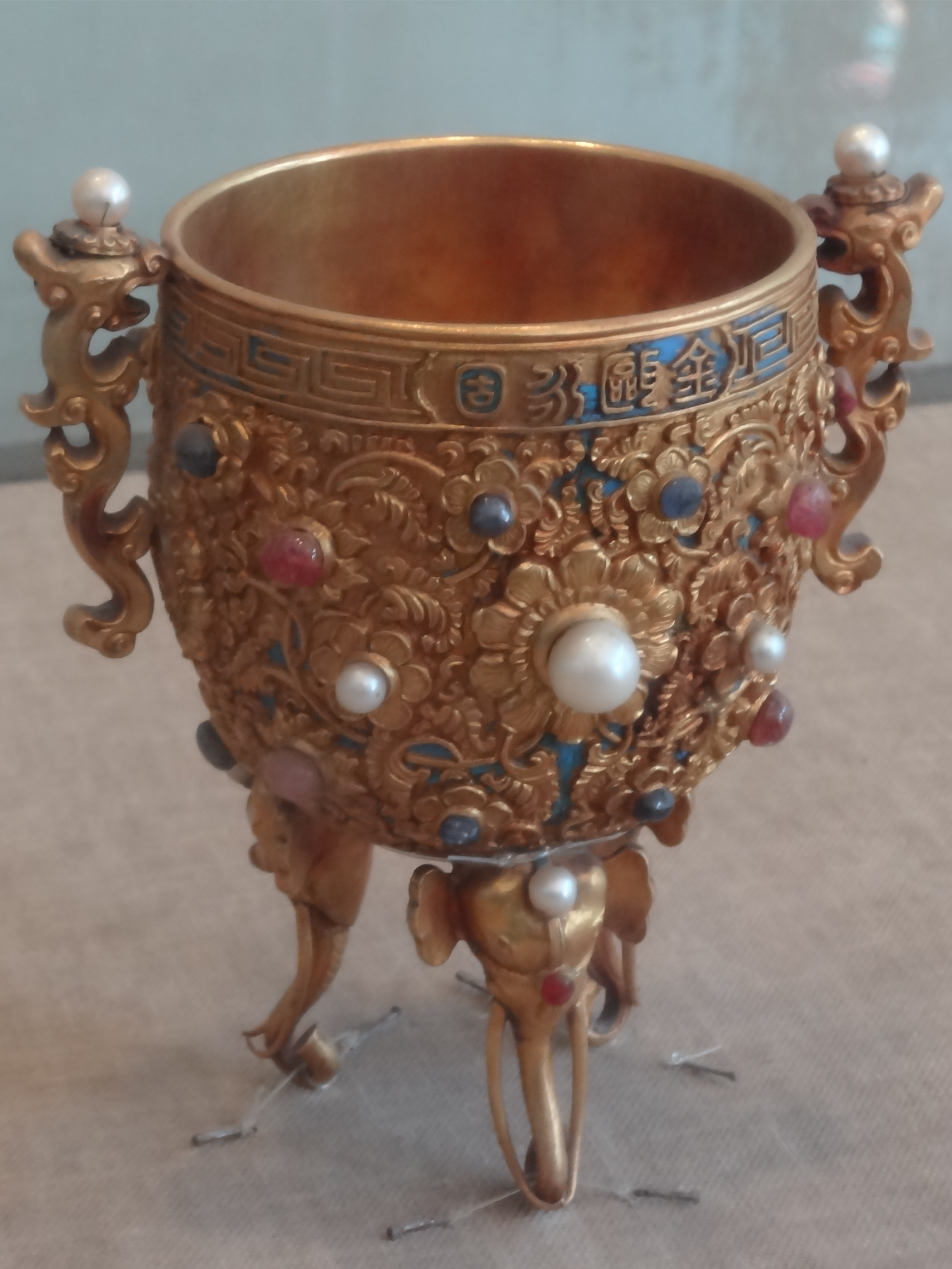
Złoty puchar wysadzany klejnotami należący do cesarza Qianlonga, nazywany Pucharem Wiecznie Nienaruszalnych Granic (dosłownie: złote naczynie, zawsze stabilne)